# Kazuhisa Irii
Kazuhisa Irii (入井 和久, Irii Kazuhisa, Ibaraki, 18 oktober 1970) is een Japans voormalig voetballer die als verdediger speelde.

## Clubcarrière
Irii begon zijn carrière in 1989 bij Honda. In 3 jaar speelde hij er 26 competitiewedstrijden. Hij tekende in 1992 bij Kashima Antlers. Irii speelde tussen 1995 en 1997 voor Kashiwa Reysol en Brummell Sendai. Irii beëindigde zijn spelersloopbaan in 1997.

## Statistieken

### J.League
| Seizoen | Club            | Competitie | J.League | J.League | J.League Cup | J.League Cup | Totaal | Totaal |
| Seizoen | Club            | Competitie | Wed.     | Dlp.     | Wed.         | Dlp.         | Wed.   | Dlp.   |
| ------- | --------------- | ---------- | -------- | -------- | ------------ | ------------ | ------ | ------ |
| 1992    | Kashima Antlers | J1 League  | -        | -        | 6            | 1            | 6      | 1      |
| 1993    | Kashima Antlers | J1 League  | 6        | 0        | 2            | 0            | 8      | 0      |
| 1994    | Kashima Antlers | J1 League  | 0        | 0        | 0            | 0            | 0      | 0      |
| 1995    | Kashiwa Reysol  | J1 League  | 2        | 0        | -            | -            | 2      | 0      |
| Totaal  | Totaal          | Totaal     | 8        | 0        | 8            | 1            | 16     | 1      |